# Triangeltal
Triangeltal är ett tal som är summan av alla naturliga tal i ett intervall som börjar med ett. Som exempel är 10 ett triangeltal genom att det är summan av alla tal i intervallet 1 - 4, det vill säga lika med 1 + 2 + 3 + 4.
Namnet kommer av att man kan bilda trianglar eller "trappor" som i figuren, där varje sida innehåller lika många element.
|     |       |         |           | ... |
| 1+2 | 1+2+3 | 1+2+3+4 | 1+2+3+4+5 | ... |

För att hitta det n-te triangeltalet an, motsvarande summan av alla heltal 1, 2 .. upp till n kan man sätta ihop två likadana sådana trianglar till en rektangel.
Rektangeln har n rader och n+1 kolumner och innehåller alltså n·(n+1) kvadrater, hälften i varje triangel, Man får
{\displaystyle 1+2+3+\ldots +n=a_{n}={\frac {n(n+1)}{2}}}

## Egenskaper
- Summan av två på varandra följande triangeltal är ett kvadrattal, vilket kan ses genom att sätta ihop motsvarande trianglar till en kvadrat

eller visas algebraiskt
{\displaystyle a_{k-1}+a_{k}={\frac {(k-1)((k-1)+1)}{2}}+{\frac {k(k+1)}{2}}={\frac {(k-1)k}{2}}+{\frac {k(k+1)}{2}}={\frac {k^{2}-k+k^{2}+k}{2}}=k^{2}}
- Alla triangeltal större än 3 är sammansatta tal. I uttrycket {\displaystyle {\frac {n(n+1)}{2}}} är antingen n eller (n+1) jämnt och delbart med 2. Antag till exempel att n är jämnt, uttrycket kan då skrivas om som produkten av två heltal: {\displaystyle \left({\frac {n}{2}}\right)\cdot \left(n+1\right)}.

- Det största triangeltalet av formen 2k − 1 är 4095.

Bland många andra egenskaper hos triangeltalen kan man visa att alla jämna perfekta tal är triangeltal (och eftersom man ännu inte har hittat några udda perfekta tal är alla kända perfekta tal också triangeltal). 
Triangeltal har ibland ansetts ha särskilda mystiska egenskaper. Talet 666 är ett triangeltal - det 36:e. (Se numerologi).
De första triangeltalen är:
1, 3, 6, 10, 15, 21, 28, 36, 45, 55, 66, 78, 91, 105, 120, 136, 153, 171, 190, 210, 231, 253, 276, 300, 325, 351, 378, 406, 435, 465, 496, 528, 561, 595, 630, 666, 703, 741, 780, 820, 861, 903, 946, 990, 1035, 1081, 1128, 1176, 1225, 1275, 1326, 1378, 1431, 1485, 1540, 1596, 1653, 1711, 1770, 1830, 1891, 1953, 2016, 2080, 2145, 2211, 2278, 2346, 2415, 2485, 2556, 2628, 2701, 2775, 2850, 2926, 3003, 3081, 3160, 3240, … (talföljd A000217 i OEIS)